# Matthias Stauch

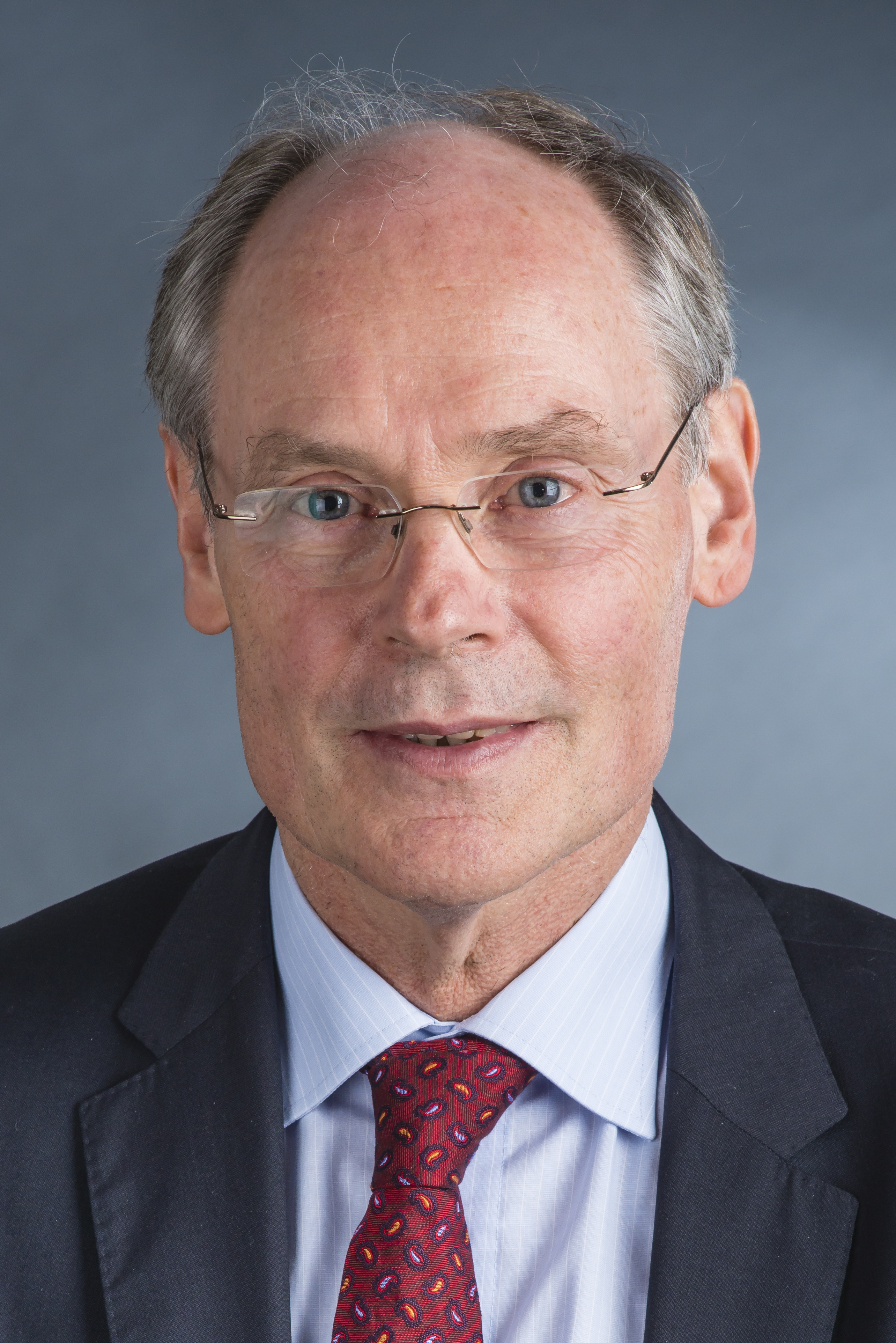
Matthias Stauch

 Matthias Stauch  (* 14. Juli 1951 in Lüneburg) ist ein deutscher Jurist, Hochschullehrer und ehemaliger Staatsrat in Bremen.

## Biografie
Stauch trat 1967, nach Abschluss der mittleren Reife, als Verwaltungspraktikant bei der Bezirksregierung Lüneburg in den öffentlichen Dienst ein. Er absolvierte eine Ausbildung für den gehobenen Verwaltungsdienst bei der  Bezirksregierung. Er studierte ein Jahr Sozialarbeit an der Hochschule für Sozialpädagogik und Sozialökonomie in Bremen und danach bis 1979 Rechtswissenschaften an der Universität Bremen. Seit 1980 war er Verwaltungsrichter in Bremen. Von 1985 bis 1987 war er Wissenschaftlicher Mitarbeiter beim Bundesverfassungsgericht für den Vizepräsidenten Ernst Gottfried Mahrenholz. Von 1991 bis 1993 und 1996 bis 1998 war er beim Senator für Finanzen in Bremen zuständig für den bundesstaatlichen Finanzausgleich und dann als Abteilungsleiter für Steuerrecht und Finanzausgleich.
1994 erfolgte seine Berufung zum Vorsitzenden Richter am Verwaltungsgericht Bremen und 1999 zum Präsidenten des Verwaltungsgerichts. Seit 2002 war er Präsident des Oberverwaltungsgerichts Bremen und Mitglied, zuletzt Vizepräsident, des Staatsgerichtshofs Bremen. 2008 wurde er zum Staatsrat beim Senator für Justiz und Verfassung als Vertreter der Senatoren Ralf Nagel und ab 2010 Martin Günthner ernannt.
Ab Juli 2011 war Stauch Staatsrat beim Senator für Justiz und Verfassung sowie beim Senator für Wirtschaft, Arbeit und Häfen. Er war als Staatsrat Mitglied im Aufsichtsgremium der Bremer Landesbank.
Stauch nahm darüber hinaus Lehraufträge an der Hochschule für Öffentliche Verwaltung Bremen und der Universität Bremen wahr und wurde Honorarprofessor (2004 und 2008) dieser Institutionen. Er war Leiter der Referendar-Arbeitsgemeinschaften und mit Aufgaben der Rechtsberatung und der Fortbildung in einigen Nachfolgestaaten der UdSSR für die Deutsche Gesellschaft für Technische Zusammenarbeit (GTZ) betraut.
2017 ging Stauch in den Ruhestand; sein Nachfolger als Staatsrat wurde Jörg Schulz, ehemaliger Oberbürgermeister von  Bremerhaven.